# Англо-шпански рат (1625—1630)
Англо-шпански рат (1625—1630) вођен је између Шпаније са једне и Краљевине Енглеске и Низоземске републике са друге стране. Овај рат је део Тридесетогодишњег рата и завршен је победом Шпаније и миром у Мадриду.
Енглеска је у почетку ратовала против Шпаније на страни Француске и Низоземске републике. Експедиција од 25 ратних (9 енглеских и 16 холандских) и 90 транспортних бродова упућена октобра 1625. године да заузме Кадис претрпела је неуспех. Није успео ни покушај изведен исте године да се ухвати сребрна флота. Када је Енглеска заратила са Француском, рат на мору против Шпаније је престао, а 1630. године склопљен је мир у Мадриду.